# سعيد الحداد
سعيد عبد الله الحداد (1931 - 9 أبريل 2016) تاجر بحريني.

## النشأة والتعليم
وُلد الحداد في عام 1931 في المنطقة الشرقية بالمملكة العربية السعودية.

## المسيرة المهنية
عمل والده عبد الله وأخوه محمد مع والدهما طه في مهنة الحدادة ثم بدأ والده عبد الله مع عمه يتاجران في المواد الغذائية والتمور وتركز عملهما في البحرين لكونها الميناء الرئيسي آنذاك لتصدير المواد الغذائية وغيرها إلى السعودية وقطر.
عمل الحداد مع والده في التجارة وهو في سن صغيرة جداً لكونه الابن الأكبر له. ساعد والده في أعماله التجارية وكان حينها أخواه جعفر ورسول أصغر سناً وخارج البحرين واللذان أصبحا بعدها شريكيه في الشركة.
كانت لهم وكالة سيارات مرسيدس-بنز في المنطقة الشرقية بالسعودية عام 1953 وفي عام 1958 افتتحوا وكالة مرسيدس-بنز في البحرين. بعدها تم تخييرهم لأخذ وكالة مرسيدس-بنز بين المنطقة الشرقية أو البحرين فاختارت العائلة البحرين. بالإضافة إلى وكالة مرسيدس-بنز كانت عندهم آنذاك وكالة شركة سيارات أودي وشركة الحافلات تاتا.
تولى مسئولية وكالة مرسيدس-بنز وهو في سن صغيرة كما تولى مسئولية إدارة أعمال والده وعمه محمد. في بداية عملهم في البحرين كان معرض مرسيدس-بنز صغيراً يحتل جزءاً من منزلهم الكائن في شارع الشيخ عبد الله في المنامة. في ستينيات القرن العشرين انتقل معرض السيارات إلى منطقة بالقرب من سينما الحمراء بالمنامة. في السبعينيات انتقل معرض مرسيدس-بنز إلى المعرض الحالي في قرية توبلي والذي شهد بعدها عدة عمليات تطوير وصولاً إلى المعرض الحالي. استطاع تطوير معرض السيارات وتسويق منتجات سيارات مرسيدس-بنز لتكون من بين كبريات شركات وكالات السيارات في البحرين. 
عُرف عنه تواضعه وحسن تعامله مع الجميع وحبه لأعمال الخير واهتمامه ببناء المساجد.

## الحياة الشخصية
متزوج من بنت عمه (توفيت في عام 2015) وأنجبا معا: أنور وتوفيق وعماد وآمال ونجوى وعالية وأميرة وسناء.

## الوفاة
توفي الحداد في 9 أبريل 2016 عن عمر ناهز 85 عام ودفن في مقبرة المنامة.